# Pseudoterranova decipiens
Pseudoterranova decipiens är en parasit tillhörande fylumet rundmaskar och familjen Anisakidae. De svenska trivialnamnen sälmask och torskmask förekommer för arten. I Sverige är Pseudoterranova decipiens vanligt förekommande i fiskarterna torsk och rötsimpa. Slutvärd är marina däggdjur, främst knubbsäl och gråsäl. Infektion av Pseudoterranova decipiens hos människor ger uppkomst till sjukdomen anisakiasis. Det finns närstående nematoder som också ger upphov till sjukdomen anisakiasis, ofta med värre symptom. En av dem är Anisakis simplex.

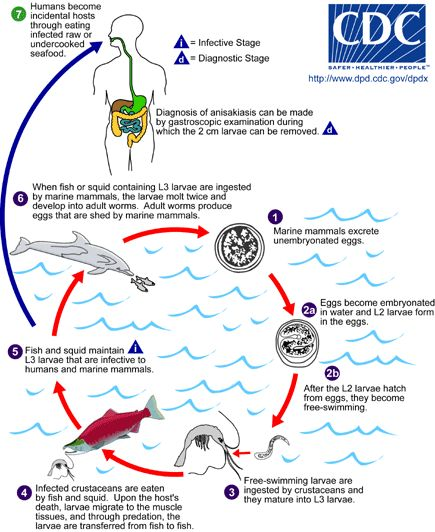
Livscykel hos anisakida nematoder (texter på engelska).

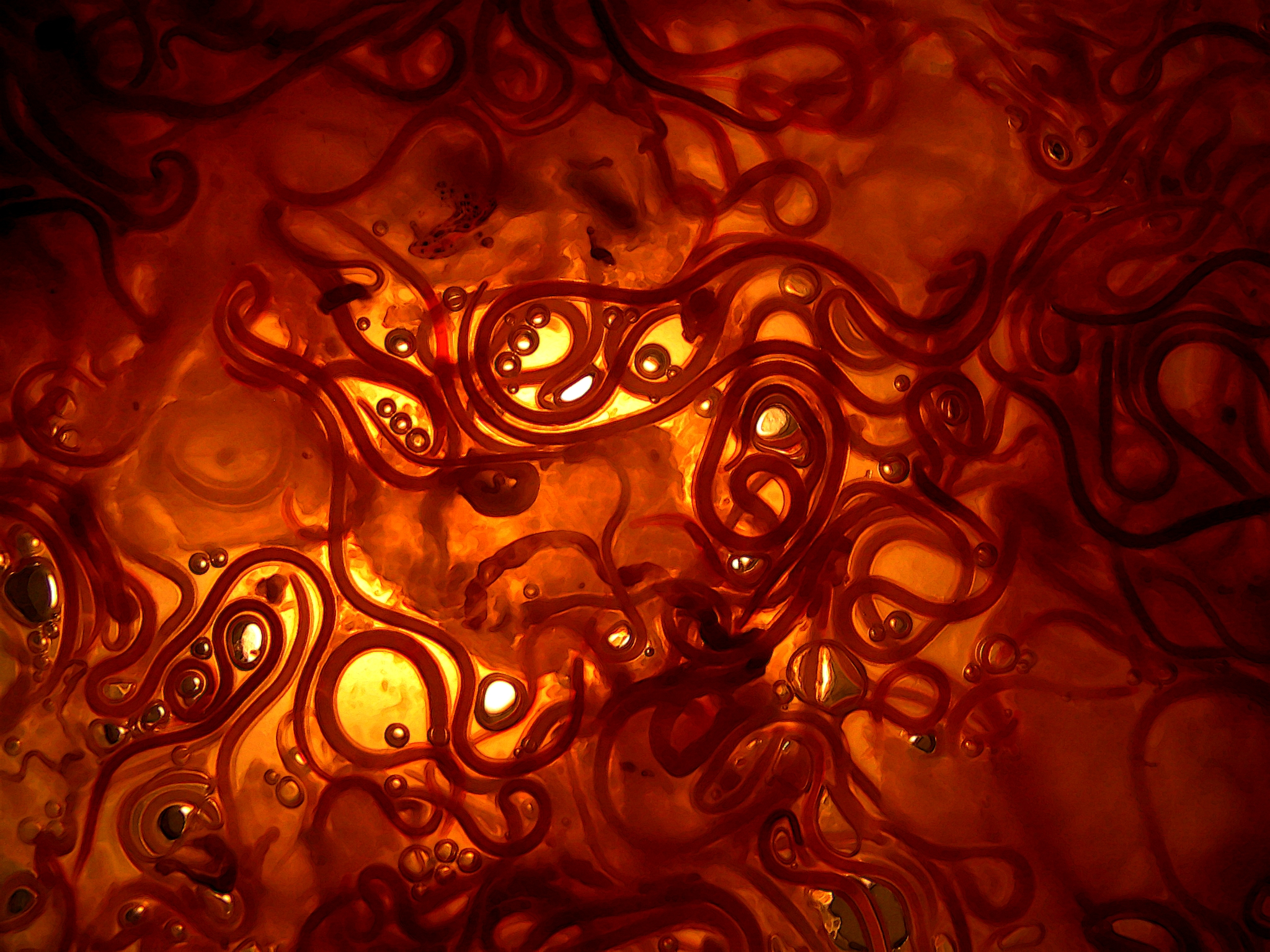
Pseudoterranova decipiens tagna ifrån en torskfile.

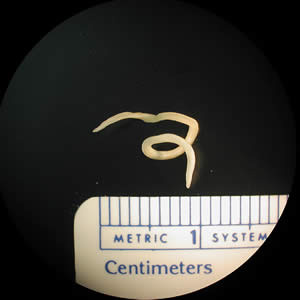
Pseudoteranova decipiens i sitt tredje stadium.

## Livscykel
Pseudoterranova decipiens har en livscykel som innefattar ett frilevande stadium samt tre parasitiska stadier. Vattenlevande däggdjur sprider outvecklade ägg genom sin avföring som sedan sjunker till havsbottnen. Där utvecklas äggen till ett embryo inuti ägghöljet. Äggens inkuberingstid är från 7 till 125 dagar och äggen kläcks inte innan vattnet uppnår en temperatur på minst 0º C. Larver kläcks ifrån äggen och äts sedan upp av ryggradslösa bottenlevande djur, framför allt kräftdjur. Inuti värden utvecklas de till sitt tredje stadium. Larvstadiet kan infektera fiskar som äter värddjuret. Väl inuti fisken tar sig larven från tarmen till bukhålan och muskulaturen där den överförs genom predation ifrån andra fiskar tills den når sin slutvärd i form av vattenlevande däggdjur, som äter en infekterad fisk.

## Utbredning
Pseudoterranova decipiens klarar sig bäst nära kusten i temperaturer mellan 7º och 22º C. Vid kallare vattentemperaturer sker en förminskad spridning av parasiten . En faktor som stort påverkar utbredningen av Pseudoterranova decipiens är vattnets salintet. I sitt frilevande stadium har Pseudoterranova decipiens svårt att överleva i sötvatten. Vid en salinitet lägre än 7 % är infektionsgraden på fisken i området mycket mindre. Detta ger parasiten goda förutsättningar att breda ut sig globalt och den återfinns på kusterna kring Skandinavien, Island, Japan, Korea, Chile samt nordöstra Nordamerika.   

### Utbredning i Sverige
I Sverige förekommer Pseudoterranova decipiens huvudsakligen längs med Skånes och Blekinges kuster. Parasiten förekommer också i Öresund, Kattegatt och Skagerack. Skånes och Blekinges kuster är mest utsatta och mätningar på infektionsgraden har påvisat upp till 60 % infektionsgrad hos torsk samt upp till 100 % hos rötsimpa. Generellt för parasiten är att utbredningen är större då det finns fler möjliga värdar i området. I södra delar av Östersjön finns det ett tydligt samband mellan mängden sälar i området och infektionsgraden i fisk. Norr om Skåne och Blekinge minskar infektionsgraden hos fisken kraftigt. Runt Stockholmsområdet, Gotland och Ålands hav förekommer parasiten väldigt sällan.

## Infektion i fisk
Pseudoterranova decipiens infekterar fisken via födan och sprider sig sedan ut sig till bukhåla, organ och muskulatur. Infekterade fiskar uppvisar oftast inga symptom, men vid kraftig infektion kan simförmågan och hälsostatusen påverkas negativt. Infektionerna är inte en stor dödlighetsfaktor för fiskarna. Infekterad fisk kan kännas igen på de bruna, gula, brunröda eller vita, ihopringlade larverna, som är från 1 till 6 cm långa som sitter i fiskens kött.

## Hälsorisker för människor
Intag av levande Pseudoterranova decipiens kan leda till invasiv eller icke invasiv anisakiasis och i vissa fall kan även en allergisk reaktion uppstå, även vid förtäring av döda parasiter. Infektioner av människor är vanligast i regioner där mycket rå fisk äts. 

### Invasiv anisakiasis
När Pseudoterranova decipiens angriper och fäster sig i magens eller tarmens vävnad bidrar sårbildningen till en inflammatorisk respons. Den inflammatoriska responsen leder till att eosinofiler bildar ett granulom vid såret, detta förekommer oftast en till två veckor efter den initiala infektionen.      
Symptomen visar sig oftast inom några timmar men kan fördröjas upp till tre veckor. Efter att en larv har intagits i kroppen kan kraftiga magsmärtor, illamående, kräkningar och diarré förekomma. Det är möjligt att inflammationen förhindrar normal tarmfunktion, vilket leder till förstoppning. Anisakiasis kan ibland misstas för blindtarmsinflammation, magsår, Crohns eller andra mag- och tarmsjukdomar.            
Infektion av Pseudoterranova decipiens identifieras med en endoskopisk undersökning av tarmen där förekomsten av parasiten påvisas. Larverna dör ofta i människan inom tre veckor och i vissa fall uppstår inga symptom. Men vid kraftig smärta rekommenderas att avlägsna parasiten via ett endoskopiskt ingrepp.

### Icke invasiv anisakiasis
Icke invasiv anisakiasis visar ofta inga symptom, eftersom parasiten inte angriper människan som en värd. En kittlande känsla i halsen kan också förekomma och larven kan ibland hostas eller kräkas upp.       

### Förebyggande åtgärder
Fisk som är mellanvärdar för Pseudoterranova decipiens är lätta att känna igen, genom förekomsten av de ihopringlade larverna, 1-6 cm långa, som sitter i fiskens kött. För att minska risken för infektion bör rått fiskkött inspekteras noga innan förtäring. För att förhindra smitta från fisk bör fisken hållas frusen i -20º C i minst 7 dagar eller vara tillagad och uppnå en innertemperatur på minst 63º C.  